# 轟世剣ダイ・ソード
『轟世剣ダイ・ソード』（ごうせいけんだいそーど）は、長谷川裕一の漫画作品である。
『マップス』などと並ぶ作者の代表作の1つで、主人公・百地王太はじめ中学生550人が学校ごと剣と魔法の異世界「泡の中央界」へ飛ばされる冒険ファンタジー漫画である。

## 雑誌連載時の経緯
現代人が何らかの理由で「剣と魔法の異世界」へ飛ばされるというシチュエーションの漫画やアニメは数多い。ところがこれらの作品の多くは異世界へ赴くのは1人あるいは少人数である。そこで長谷川は「大人数が異世界へ飛ばされる」作品企画を構想し、前々から売り込んではいたのだが編集者になかなか理解されず実現には至っていなかった。
1992年10月、角川書店でお家騒動が勃発しメディアワークスが角川から分裂する形で設立された。この影響で当時角川が刊行していた『月刊コミックコンプ』はメディアワークスが新たに立ち上げた『月刊電撃コミックガオ!』に多くの漫画家・編集者が移籍した状態にあった。そんな中で角川が白羽の矢を立てた内の一人がこの当時既に『マップス』で知られていた長谷川であり、1993年3月号にて『ダイ・ソード』（この時点ではまだ「轟世剣」はつかない）が連載開始となる。しかし、急場しのぎ的な体制であった同誌は翌年の1994年10月号をもって休刊、ACT20で打ち切りとなる。
徳間書店の『月刊少年キャプテン』に移籍して1995年1月号より『轟世剣ダイ・ソード』と改題し連載再開の運びとなった。この頃の長谷川はこれに前後して学研の「月刊コミックNORA」で『マップス』の連載終了直前、角川が新たに立ち上げた『月刊少年エース』創刊号より『機動戦士クロスボーン・ガンダム』を連載開始という状態であったため、一時的にではあるが3誌同時連載をしており、翌1995年は『マップス』は一応終了したものの、全編単行本描きおろし作品『飛べ!イサミ』と平行になる。
『キャプテン』での連載は順調に進んだが、元々他誌から移籍した作品であるという事情もあり、1996年に同誌編集部は新作への切替を打診、そこで単行本第6巻相当までとなる1996年9月号のACT41で雑誌連載を打ち切り、最終巻である第7巻を書き下ろし1997年1月に刊行することとなる。なお、『キャプテン』は同月発行の1997年2月号をもって何の予告もなしに突然休刊したが、第7巻が描きおろしとなったのは前述の理由によるものであり休刊とは無関係。

## あらすじ
1993年（講談社漫画文庫版では某年と表記）1月25日午前8時36分、全校生徒550名とともに校舎ごと消滅した九江州（くえす）中学は、異世界「泡の中央界」に飛ばされる。それは白き常魔の国テルテ・ウィタスと北国との争いの中で行なわれた、「ダ・イスォウド（主たる者の力）」争奪戦に巻き込まれたためであった。北国の軍勢の真っ只中に出現した九江州中学校舎は、奇怪なモンスターの襲撃にさらされる。その混乱の中、百地王太はダイソード（ダ・イスォウド）の封印を解き、学校を守ることに成功する。テルテ・ウィタスの魔法使い、ユーリナ・タ・カラから事情を聞いた百地王太、千導今夜ら九江州中学一行は元の世界に帰るためテルテ・ウィタスを目指す。

## 登場人物

### 九江州中学
異世界・泡の中央界に転移した中学校。校舎が生徒550名と周囲の土地を含めて転移した。泡の中央界とは構成物質が異なるために地上から浮遊しており、帆を張ることで自立航行できるようになる（後に魔導飛行船の動力機関を設置する）。泡の中央界では「空飛ぶ四角い城」と呼ばれている。なお、転移時に職員会議をしていた教職員は発見されていない。
メインキャラの名字に漢数字が含まれている者が多いのは「メイン・クラスのキャラとして使うつもりの者の目印」であるため。基本的に普通の中学生たちだがそれなりに逞しく、異世界の技術や魔法を学びながら成長していく。
百地 王太（ももち おうた）
主人公。九江州中学1年B組のサッカー好きの少年。ユーリナの導きで、ダイソードのソウル・マスター（神の武器の搭乗者はソウル・マスターと呼ばれる）となる。他の神の武器との戦いを通じてダイソードと心を通わせ、初めに立ちし者との最終決戦までダイソードとともに戦う。
千導 今夜（せんどう こよい）
九江州中学の生徒会長。大人が全滅した九江州中学のリーダーとなる。定期入れにアニメキャラクターのブロマイドを入れているほどのアニメ好き。物事を進めるためなら根拠のない不確かなこともハッキリと言い切る度胸がある一方で思慮深く、また洞察力が高く機転が利く。その企画・立案能力は、交渉において一国の王であるジオナス王と対等に渡り合えるほど。物語の進行とともに王太に恋心を抱く。
一峰 ゆうじ（かずみね ゆうじ）
九江州学剣道部部長。今夜に片思いをしていたために何かにつけて今夜のそばにおり、側近のような役割。今夜が不在の際には九江州中学の指揮を執る。面倒事や面倒を起こす人間を放っておけない性格で、ガブ・マオリから天真爛漫なツボカの面倒を押し付けられるが、神との決戦後は「彼女を放っておけない」と、ツボカのために泡の中央界に残る決断をする。劇中ではツボカが名をユージと呼んでいたが、作中では漢字表記は出ない。
二葉 春夏（ふたば はるか）
九江州中学2年D組。校内で一番魔法の飲み込みが早かったため、海辺国の海底洞窟探検に駆り出される。ヨゴが仲間に加わってからは、召喚者の一人として活躍する。ファンタジーは苦手で、ヘッセなどが好き。当初は気の弱い性格だったが、旅を続ける内に姉御肌な性格になっていき、いつしか恋仲になった十勝を尻に敷いている。
十勝 力（とかち ちから）
九江州中学3年E組。自称実戦格闘技部キャプテン。いわゆる不良であり、生徒の中では腕っぷしに優れた番長的存在。海辺国で今夜の生徒会長退任を要求する退陣派のリーダーとして反乱を起こすが、海底洞窟での騒動を経て和解し、今夜や王太に力を貸す。一峰と共にナマクラに乗り込み、神の武器とも戦う。洞窟探検後以降、春夏に惚れる。
七瀬 咲笑（ななせ さきえ）
今夜の親しい女友達。後に生贄として北国に女生徒の大半が誘拐されたときに巻き込まれ、今夜とは離れ離れになる。北国に囚われながらも2キロ太ったという楽天的な性格。生贄候補の女生徒たちの実質的リーダー。
金子 良雄（かねこ よしお）
王太の友人。ぽっちゃり体型の少年だが弓が上手い。女生徒とともに北国にさらわれ、タ・カラ発掘の強制労働に従事させられる。体力には全く自信がなかったが、このおかげで体力・生活力ともアップし、腕力に関しては北国獣人兵を殴り倒せるほどになる。後に『クロノアイズ』にも登場、高校では同作の主人公・西郷大樹の同級生となる。これは同人誌で明らかとなった設定（後述）。作者の描くキャラクターとしても古株で、『魔夏の戦士』にもモブ（主人公のクラスメイト）として登場している。
仲島 英児（なかじま えいじ）
自称・九江州中学商い部の男子。実家は仲島ストアーという商店で、本人も自分に不利な取り引きはしたことがないと豪語する根っからの商人。秘密のお宝「ぬぅど写真」を使って、海辺国での戦いに地元漁民や海辺国兵士を参加させる。
林譲治（はやし じょうじ）、五郎丸（ごろうまる）
王太が北国に潜入する際に今夜、ツボカ、ウサゾ、シズク、クルリを含めて組んだチーム「8人の旅芸人」のメンバー。
林はヤンキーっぽい雰囲気の少年だが、アナ島での戦いのあと行われた集会では学園が地球への帰還を優先するとしても自分と仲間たちだけでも攫われた者たちを助けに行くと宣言して周囲の発奮を促した。
五郎丸はメガネを掛けた女子生徒。催眠魔法（ヒュプノ・アイ）に長けており、その能力でメンバーに選抜されていた。

### 泡の中央界
異なる多種族が暮らす世界。種族によって容姿・能力の差異が大きいが、ある程度の混血も可能など、謎が多い。
ユーリナ・タ・カラ
白き常魔の国、テルテ・ウィタスに生まれた少女。高い魔力を有しており、テルテ・ウィタスでも1、2を争うほど。多くの亜人の存在する泡の中央界でも異質な存在であり、普段は隠しているが、背中に羽があり、空を飛べる。もともと高圧の魔力で実体化した存在であり、自分の意志によって身体を非実体化できる。
正体は神の武器のひとつ「神の聖杯 タ・カラ」の一部で、タ・カラの精神が具現化したもの。「生まれ変われるなら普通の人間になりたい」というタ・カラの願いを受け継いでいる。復活したタ・カラ（シズク）によってタ・カラから分離され、ダイソードの修復・最終決戦に参加する。決戦後はタ・カラの復活まで泡の中央界を支えるため、世界と同化することを決断した。
ジオナス
海辺国ジトの王。九江州中学の存在を知り、北国および神の武器に反旗を翻す。かつてはガブ・マオリと1人の女性（デクショナリ）を争った。
ガブ・マオリ
ボビー族の名工と呼ばれる人物。ペンギンのような姿をしているが完全に人語を解する。同じペンギン型亜人のボビー族とは微妙に種が違う。ヒレ状の手で発明をするためにマニピュレーター代わりの篭手をはめている。大賢者デクショナリを妻に持ち、タ・カラの研究をしながら神の武器を作り出そうとしている。そのため鉱物資源を求めて熱き島・アナ島に住んでいたが、アナ島が沈んで以降は九江州中学に乗り込み、王太たちと行動を共にする。
ウ・ツボカ・ズラ
ガブ・マオリとデクショナリの孫。ボビー族の血を4分の1受け継いだ少女。鳥類の能力を持っているため風を読む能力が発達している。シャイニィのメインパイロット。ペンギン姿に変身できる。天衣無縫で天真爛漫な性格で、一峰からは常に目を付けられていたが、後に一峰とはいい仲になる。
シズク
聖杯の滴と呼ばれる、盲目の美貌の女性神官。カラの隠れ里と呼ばれるタ・カラを崇拝する人々の村で、タ・カラ神殿の第一神官を務める。その身体には神の武器の文様が刻まれ、3万3千年前の戦いの歴史（タ・カラと、神との戦いの時に託されたダイソードの記憶）を伝えている。
正体はユーリナと同じくタ・カラの一部。ユーリナと同じ高密度魔力体だが、記憶を受け継ぐ器としてタ・カラが隠していた創天の鍵そのものを土台とした肉体を持っている。「カラの記憶」をもつ自分は過去であり、ユーリナは未来と判断してユーリナをタ・カラから分離させて後を託し、神のいない世界でダイソードに再会できることを願い自爆した。
クルリ
シズクの小姓を務めるタ・カラ神殿の巫女見習い。北国に向かう王太と今夜にシズクとともに同行する。弓が得意。王太と今夜の関係を夫婦と誤解する。シズクを慕っており、シズクが自爆を決意した際に残った唯一の心残りとなった。
ウサゾ
隠密行動に優れた「ニンジャ族」の男性。彼の一族は元々傭兵として働くことを生業としているが、神の武器に支配された北国に連れ去られた仲間を救い出そうと活動している。森で負傷した王太を助けて看病し、北国に向かう王太と今夜に同行する。身体能力に優れ、戦いにおける含蓄も持っており、王太と今夜を陰から支える。
デクショナリ（デクショ）
元タ・カラの神官。北方の大賢者とも呼ばれる。20年前（劇中時間）、北国王の協力要請を断ったために北国の地下牢のさらに400メートル下の石牢に部屋ごと生き埋めにされるが、代謝機能を限界まで落とし冬眠状態で生き長らえる（本人は「ローテンションで生きている」と表現する）。神の復活をめぐる戦いの最中、タ・カラ復活の余波を受けて幼児退行した状態で復活する。ツボカの祖母で、ガブ・マオリの妻。
15賢者
テルテ・ウィタスの賢人たち。300年に一度のダ・イスォウドの封印の弱まる時期を利用して北国の侵略を止めようとした。異界の門を開き、泡の中央界と地球とを結ぶことができる。ガ・バリュオーグの侵略に備えて国と国民全体を石に変えてやりすごす。
石化は次善策で、ユーリナが間に合った際を考慮して「ダイソードを束縛する封印を解く」「ダイソードの複製を造る」という計画を立てて準備が進められており、最終決戦の助けとなる。決戦後、復活してからは感謝を述べて学園を地球に帰還させることを確約。同時に残留を希望する者の受け入れも快諾するなど、粋で気さくな方たち。
初めに立ちし者
泡の中央界において、「神」とも呼ばれる存在。3万3千年前に一度ダイソードの反乱によって泡の中央界から去った。その実体は非常に小さな精神体のようなもの。呪詛の言葉から泡の中央界をつくったとされる造物主。しかし生き物が増えることを良しとせず、常に混乱と破壊をもたらすように仕向けてきたため、信仰の対象となっている人間界の神とは異なり、泡の中央界では人々から忌み嫌われ、恐れられている。神の武器は混乱と破壊をもたらすために作られたものであり、3万3千年前のダイソードの反乱以降はダイソードをその役に当てる。その身体は他の生命体（生贄の処女）によって形作られており、半人半馬の骸骨のような姿をしている。戦闘時には四足の下半身部が二つに割れて翼状になり、悪魔のような姿になる。両手はカニのはさみのようになっている。壁画や神像では、8本（五本指）の腕を持つ姿に描かれていた。
冬の鳥
3万3千年前にダイソードと心を通わせた男性。タ・カラの結界によって守られた小さな村を作り平和に暮らしていたが、そのことに気づいた初めに立ちし者に命じられたド・ライアムとガ・バリュオーグによって村は滅ぼされ、彼も殺される。ダイソードの反乱の際に、初めに立ちし者によってサンジュオウの人格にされる。

## 神の武器
初めに立ちし者（以降は神と呼称）によって作られた、巨大人型兵器。作中では「ゴッド・フォース」とルビが振られている。神が泡の中央界に争いが絶えないように作り出した存在で、各自が額に召喚アイテムがあり、頭部の座席に人間が搭乗できる。召喚主「ソウルマスター」として、頭部のコックピットに搭乗し意のままに動くよう設計されている。
確立された自我による自立活動、固有の戦闘能力に加え、基本形態としての武器型の「ウエポンモード」、人型の「グラップルモード」及び獣型の「ビーストモード」に変形が可能で（例外あり）、各モードによって攻撃力・防御力・魔力などの能力値が変化する。
それぞれウエポンモードにあわせた「神の○○」という二つ名をもち、ウエポンモード時には魂の器（後述）やコ・ズーによって武器として使用可能。製造工程・材質・内部構造などは一切不明（タ・カラの遺した記録によって「泡の中央界」では判明するが、読者には明かされていない）。「泡の中央界」（中央界と省略）の人間の魂を人格として封じ込めているが、一例を除き本来の記憶は消えている。
時に協力しあい、時に敵対するなどをして人間と敵対していたが、3万3千年前におきたダイソードの反乱を境に、各自の心の中に変化が生じている。なお、時間さえあればタ・カラの能力を使わずとも、自力で破片状態からでも復活することが可能。
神の剣　ダイソード（ダ・イスォウド）
王太と並ぶ今作の主人公。ダ・イスォウドとは中央界の言葉で「主たる者の力」という意味で、主となった者の発揮する力を増幅する。額に召喚アイテムとなる剣を持つ。タ・カラとは以前から交流がある（作者・読者・ついでにその他公認のカップル）。
神の武器として自らの使命を当然の事と受け止めていたが、3万3千年前に冬の鳥との交流で人間らしい心に目覚めた事で自らの存在に疑問を抱き、冬の鳥の村が滅ぼされた際に怒りのままに神に戦いを挑む。結果として神に敗れ封印されるが、その際に「300年に一度、封印が弱まった際に封印を解いた者に7回だけ力を貸す」という制約をかけられる。以降、王太が現れるまで歴代のソウルマスターによって戦争の道具として使われてきた（召喚者はその力を思うがままに使えるが、その強力すぎる力を持て余し、自滅することが多かった）。契約の証として、両腕に一本ずつ鎖が埋め込まれている。この鎖はドライアム（ウェポンモード）の攻撃も防ぐことができるなど、応用武器として使用可能。
7つの魔法が使え、剣から人型と飛竜型（マナ・ライダー）に変形する。召喚時以外は寝てばかりいる。王太がマスターとなってから次第に自我意識を自覚し始め、最終的には己の意志で神の制約を打ち破る。復活した神と再度相まみえて敗北し、バラバラにされるものの、テルテ・ウィタスに用意されていたダイソードの複製用工房にて同じく神に倒されたサンジュオウのパーツと合わせて鍛え上げられることで復活を果たす。この際、緑だった体色は青銀に変わっている。サンジュオウのパーツの残りで鍛えられた「冬の鳥の剣」を持ち、王太とともに三度神に立ち向かう。
契約についての条件（作中ではダイソードに関してのみ言及されている）
- ソウルマスターが召喚呪文を唱え搭乗した後、ダイソードから離れるか、ソウルマスターが意識が喪失（睡眠を含む）するまでを一回とする。
- 少なくともダイソードでは、厳密には召喚アイテム及び呪文は不要。「心の中で剣を掴む」という儀式のみ。

神の斧　ガバリオーグ（ガ・バリュオーグ）
ダイソードを除く神の武器のリーダー的存在。ガ・バリュオーグとは中央界の言葉で「狩り取る者」という意味。 。斧から人型と四足獣型（翼を持つ獅子）に変形する。魔法は使えないが、力は神の武器の中でもっとも強い。
北国の王コボスによって3万3千年ぶりに目覚めさせられる。しかしダイソードとは異なり、人の下僕になるように定められていなかったために自身の野望に目覚める。ガバリオーグを操っていると思われていたコボス王は、物語開始の時点でコックピット内で既に死亡している。他の武器を目覚めさせ、神の復活をもくろむが、それが自らが神になるためか、それとも神による暗示だったのかは不明である。
神の三叉矛　ド・ライアム
矛から人型と海竜型に変形する。人型になった時の大きさは神の武器で一番小さい。ウエポンモード時の攻撃力が高い。
使い魔を用いて人の心の隙をつくのが常套手段であり、3万3千年前にタ・カラの結界を生成していた宝石を村人に盗ませ、冬の鳥の村が壊滅する原因を作る。12の魔法を持つが、あまり大きな技はない。
神の盾　ヨゴ
盾から人型とカニ型に変形する。回復・防御系の魔法を4つ持ち、ウエポンモード時の防御力が高い。古風な話し方をするのが特徴。防具なので戦闘能力は低め。
同じ「神の武器」でありながら、3万3千年前の戦いでダイソードに敗れたことに納得せず、復活したダイソードと再度刃を交えるためにドライアムとコンビを組んで攻撃をするが、ダイソードに再び敗れる。だがそのダイソードの強さに感服して、以降は味方として九江州中学に力を貸す。もともと卑怯な真似は好まず、姑息な手段に長けたドライアムと組むことも不本意に感じている。
召喚回数に限りのあるダイソードと違い、使い減りがしないため、防御面で九江州中学の冒険の大きな助けになる。二葉春夏が主なソウル・マスター。
神の篭手（ガントレット）　コ・ズー
またの名は「銀のコ・ズー」。人型から篭手と虫型に変形する。46種類の攻撃魔法を使いこなし、召喚獣をも操る神の武器唯一の魔法特化（魔法使い）として登場。身体を半分に分けて両手分の篭手になる。体を半分失っても行動できるが、物事（呪文）は半分忘れるため、魔法が使えなくなる。篭手なので物を掴むことができ、ウエポンモードの神の武器を実際に武器として振り回すことができる。
神の星型鉄球（モーニングスター）　ブ・ロンブル
神の武器のうちでもかなりイレギュラーな存在で、他の神の武器が3つの姿しか持たないのに対し、人型、鉄球、柄付き鉄球、トゲを触手として伸ばしたモンスター型と4つの姿を持つ。 鉄球の殻の内側には遮光器土偶のような体がある。女性。
モンスター型の時に火を吐くなど基礎能力以外これといった力はないが、地震魔法のほか、物体縮小魔法を用いて敵の体内に飛び込み、巨大化して相手を内側から破壊するという戦い方をする（使用できるのはこの二種のみ。物体縮小魔法を魔法を使えなくなったコ・ズーに教えた）。額にある召喚アイテムは鉄球のような宝石のような形で判別しづらい。
神の聖杯　タ・カラ
神の武器同士の争いを永遠のものとし、世界に混沌と破壊を与え続けるために永遠の中立の立場であり、治癒と再生の魔法を与えられている女性。形状が聖杯である理由は、中立の立場であるため、武器でも防具でもない事から。聖杯型から、ドレスを着た女性のような人型に変形する。 ビーストモードは聖杯部分を背中に羽根状に広げて人間型を維持するので、フェアリーモードと呼ばれる。
再生の力を持つため、どの武器よりも早く人の心に目覚め、物事を深く考えるようになる。ダイソードとは以前から心惹かれる物があり、個人的に行動を共にする事が多かった。冬の鳥の村を結界で守って破壊と混乱から救おうとしていた。3万3千年前の戦いでは自分の意志では回復の力をせき止めることができないため、真っ先に自らダイソードの刃にかかることで、他の神の武器が回復・復活することを止めている。
神の武器のうちでもっとも早く復活した際に、再び自分の復活の力が神に使われることを恐れ、自身を本体と鍵と精神の3つに分け、鍵はタ・カラ神殿の巫女（シズク）、精神は羽を持つ人間（ユーリナ）として隠し続けてきた。そして人々に神の再来を伝え、その備えとなるように自身のデータを残した。こうした努力によってタ・カラは崇拝の対象であり、専用の神殿や神官が存在している。
紆余曲折の復活の後、傷ついたダイソードを復活させるが、自身からユーリナを分離した後、他の武器に「復活の力」を使わせまいと自爆する。
神の刀　サン・ジュオウ
3万3千年前に誕生した、もっとも新しい神の武器。刀から人型と竜型に変形する。両手を刃に変える、口から矢を吹く、傘状の頭部パーツから刃を出して手裏剣のように投げる、など8つの神の武器の内、最も攻撃力が高い（ダイソードが破壊力重視なのに対し、「切れ味」に特化している）。傘の部分に召喚アイテムの刀がある。
3万3千年前の戦いで他の武器が敗れる最中、8番目の神の武器として現れてダイソードを倒し、封印に追い込んだ。その心は冬の鳥であり、生前の記憶を保ったまま神の武器となっているが、その魂は氷のように冷え切っている。ダイソードを倒すことだけを喜びとしており、他のことには興味を持たない。
ダイソードと再びまみえた際は、自分の座席に拉致した今夜を乗せて人質代わりに使うが、ダイソードに敗れたことで自分の中の思いに決着をつけ、元の心を取り戻す。その後、復活した神に完全破壊されるが最後の力で離脱し、ダイソードと己の体を王太たちに託す。テルテ・ウィタスのダイソード複製工房でダイソードの破片と併せて鍛えられ、新たなダイソードとして生まれ変わった際に冬の鳥としての意識は消えてしまったが、ダイソード自身は己の内に冬の鳥がいると感じている。
新しい神の武器
神が復活した際に出現させた両刃剣。飛竜型に変形する。1体1体の能力は低いが、神がいる限り無限に出現する。

## 魂の器（ソウル・ヴェスル）
ナマクラ
神の武器に似せて作られた人型武器。ユーリナが日本語に翻訳した時の呼称。モンスターの多い泡の中央界で自衛戦力として作られている。あまり強くないとユーリナが評していたが、2台がかりとはいえド・ライアムの突進を抑えこむくらいはできた。九江州中一行は海辺国から2台購入して十勝などが使用している。
シャイニィ
ガブ・マオリ作の魂の器。女性型の人型から鳥潟に変形しての飛行と自律行動が可能。変形はかなり大胆で、頭部を支点に体が真っ二つになり、脚部が翼のようになる。コクピットは左右の胸にあるが、操縦席は回転しないらしく居住性は非常に悪い。タ・カラ神殿に残されたタ・カラのデータをもとに作られているため、ユーリナが搭乗すればある程度タ・カラの復活の力を使うことが可能。

## 補足事項
- ダイソードの変形ギミックは実際に立体化すると再現するのは不可能なものであり、作者も心残りだとコメントしていたが、2012年にガレージキットメーカー「スタジオ・ハーフアイ」から着色成型レジンキャスト製（一部塗装）の『完全変形ダイ・ソード』が発売された。また、ダイソード同様の「巨大な剣」というモチーフは長谷川がシナリオ原案を担当したコンピュータRPG『グランディアII』（ゲームアーツ）にも登場している。
- シャイニィのデザインは後の作品『クロノアイズ』に登場するペルセディアの原型となった。
- 作者の発行した同人誌『長谷川裕一ひとりスーパーロボット大戦 大外伝』によれば、泡の中央界と元の世界の時間速度差は約8000倍であり、本作本編終了の3年後に泡の中央界では2万4000年が経過している。

## 単行本
現在はいずれも絶版だが、少年キャプテンコミックススペシャル版と講談社漫画文庫版は電子書籍として配信されている。
- コンプコミックス 全2巻（角川書店・未完）
  1. 1993年12月10日初版・ISBN 4047130443
  2. 1994年4月25日初版・ISBN 4047130516

  - 第2巻はACT12まで掲載であり、『コミックコンプ』連載分の途中までしか刊行されていないことになる。
- 少年キャプテンコミックススペシャル 全7巻（徳間書店）
  1. 1995年5月15日初版・ISBN 4198300739
  2. 1995年6月10日初版・ISBN 4198300755
  3. 1995年7月10日初版・ISBN 419830078X
  4. 1995年8月15日初版・ISBN 4198300836
  5. 1996年4月25日初版・ISBN 419830131X
  6. 1996年11月25日初版・ISBN 4198301492
  7. 1997年1月20日初版・ISBN 4198301565
- 講談社漫画文庫 全4巻（講談社）
  1. 2003年11月12日初版・ISBN 4-06-360659-7
  2. 2003年12月12日初版・ISBN 4-06-360660-0
  3. 2004年1月9日初版・ISBN 4-06-360661-9
  4. 2004年2月10日初版・ISBN 4-06-360662-7

  - 少年キャプテンコミックススペシャル第7巻に相当する最終章には加筆修正あり。曰く「普段の倍の速度で一気に描き上げたため、描写不足な部分があった」とのこと。